# Macroscelides
Macroscelides é um gênero de musaranho-elefante, encontrados na Namíbia e na África do Sul; eles são membros do clado Afrotheria.
Existem 3 espécies conhecidas:
- Macroscelides flavicaudatus Lundholm, 1955
- Macroscelides micus Dumbacher et al., 2014[2]
- Macroscelides proboscideus (Shaw, 1800)